# Ahmed Yusuf
Ahmed Ali Yusuf, född 20 november 1974, är en svensk medborgare med ursprung i Somalia, som under perioden 2001 till 2006 var föremål för ekonomiska sanktioner på grund av misstankar om kopplingar till finansiering terrorism. Yusufs bankkonton frystes, och han förbjöds att arbeta eller låna pengar, tills den 24 augusti 2006 då han avfördes från sanktionslistan.
En kort tid efter 11 september-attackerna i New York och Washington, 7 november 2001, sattes det somaliska banknätverket al-Barakat upp på en lista över misstänkta terrorister av USA:s finansdepartement. Enligt USA användes betalningar förmedlade via al-Barakat för att finansiera terrorism och listningen innebar att alla som arbetade med al-Barakat därmed blev föremål för misstanke om terrorism. USA:s lista antogs därefter i sin helhet av FN:s sanktionskommitté, vilket gjorde sanktioner mot de listade organisationerna och personerna till internationell lag. EU-kommissionen var därmed förpliktigad att frysa tillgångarna för de som fanns med på listan, vilket gjordes med en lista som publicerades 13 november 2001.
På listan fanns al-Barakats svenska förening, Yusuf (då boende i Tensta) och två andra svensksomalier. Bankverksamheten inom al-Barakat bedrevs inte i företagsform, saknade svensk bankoktroj och hade därmed inte inordnats i de regler som avsåg förhindra bland annat penningtvätt.
Behandlingen Yusuf och de övriga två blev föremål för omfattande kritik, bland annat eftersom inga offentliga bevis presenterades mot dem, och ingen domstolsprövning hade föregått listningen.
15 juli 2002 ströks de övriga två svensk medborgarna från sanktionslistan. Deras band till al-Barakaat var svagare och de fick skriva under en försäkran att ta avstånd från vissa av USA brännmärkta organisationer. Yusuf kvarstod dock på listan.
Yusuf överklagade listningen av honom till EU-domstolen. I oktober 2003 inleddes rättegången i förstainstansrätten i EU-domstolen. I september 2005 meddelade domstolen sin dom, som innebar att det inte varit fel av EU att anta de sanktioner som FN beslutat om och att sanktionerna inte stred mot de mänskliga rättigheterna. Domen överklagades av Yusuf. Fallet avgjordes aldrig i högsta instans eftersom Yusuf ströks från sanktionslistan. I augusti 2006 meddelade nämligen USA att de inte längre motsatte sig att Yusuf avfördes från listan.
I december 2006 godkände FN:s säkerhetsråd ett förfarande för att överklaga när personer och grupper tas upp på sanktionslistan, vilket saknades när Yusuf och de övriga listades i november 2001.